# Erste Allgemeine Verunsicherung
Rocková skupina Erste Allgemeine Verunsicherung (krátce EAV) byla založena roku 1977 v Rakousku. Ve své čtyřiadvacetileté kariéře kapela zažila mnoho úspěchů i pádů.

## Kariéra
Na konci sedmdesátých let začali EAV vystupovat jako Rock-Comix-Band a slavili první úspěchy na alternativní klubové scéně v Německu. S pátým albem „Geld oder Leben!“ (Peníze nebo život, 1985) konečně prorazili ve všech německy mluvících zemích. V následujících letech vydávali EAV plno hitů, odehrávali svá vystoupení jako nákladné rockové divadlo s kostýmy a kulisami a dokonce v roce 1991 dostali cenu World Music Award. Na vrcholu své kariéry se na tři roky stáhli a po svém comebacku v roce 1994 už nemohli na své komerční úspěchy z pozdních 80. a brzkých 90. let navázat. I přesto skupina vydávala další a další alba a v roce 2005 se jí s albem "100 Jahre EAV…Ihr habt es so gewollt!!" a stejnojmenným albem podařil skvělý comeback.
Písničky EAV byly zvláště v osmdesátých letech špatně chápány spíše jakou pouhé písničky pro zábavu. Kvůli úspěchů písniček jako "Ba-Ba-Banküberfall", "Märchenprinz", "Küss die Hand, schöne Frau" nebo "Ding Dong" dostali nálepku kapely, která dělá rámus, a toto všeobecné přesvědčení zesílilo ještě víc v roce 1999 kvůli úspěchu písně „3 weiße Tauben“.
V průběhu historie EAV došlo k mnoha změnám obsazení. V prvních letech (1977 až 1978) stál za mikrofonem rakouský zpěvák Wilfried, od roku 1979 do roku 1981 byl zpěvákem Gert Steinbäcker (dnes S.T.S.). Byl nahrazen Klausem Eberhartingerem, který svou výraznou interpretací rozhodně ovlivnil styl kapely. Dnes hrají EAV ve složení: Thomas Spitzer (kytara), Klaus Eberhartinger (zpěv), Kurt Keinrath (klávesy, kytara), Leo Bei (baskytara), Franz Kreimer (klávesy, saxofon) a Bertl Baumgartner (bubny).
Od podzimu 2005 je Erste Allgemeine Verunsicherung s jejich "100 Jahre EAV" na turné po německy mluvících zemích a vedle svých hitů ("Küss die Hand, schöne Frau" / "Banküberfall") představuje i klasické ("Der Tod" / "Sandlerkönig Eberhard") a také zbrusu nové ("God Bless America" / "Coconut Island").

## Styl a poznávací znamení
Pro EAV je typické míšení spisovné němčiny, slovních hříček a angličtiny, jako například v písničce Liebelei:
I only need you heit' tonight
I don't care about Ewigkeit
Sei gescheit and feel, all right, zu zweit
And hold me tight, bis dass der Wecker leit' (Liebelei)
Dokonce předělávají některá slova tak,aby se rýmovala:
Es kroch der Effendi
mehr tot schon als lebendi'  (Fata Morgana)
Dalším poznávacím znamením kapely je, že si členové na každé vystoupení berou jiné kostýmy. Některé písně dokonce částečně dramaticky zpracovávají. Texty jsou většinou psány humorně,ale objevuje se v nich sarkasmus a kritika společnosti.

## Diskografie
- 1978 1. Allgemeine Verunsicherung
- 1981 Café Passé
- 1983 Spitalo Fatalo
- 1984 A La Carte
- 1985 Geld Oder Leben!
- 1985 Das Beste Aus Guten Und Alten Tagen
- 1987 Liebe, Tod & Teufel
- 1988 Erste Allgemeine Verunsicherung (erschien nur in der DDR)
- 1988 Kann Denn Schwachsinn Sünde Sein…?
- 1990 Neppomuk's Rache
- 1991 Watumba!
- 1994 Nie Wieder Kunst (Wie Immer…)
- 1995 Kunst Tour 95 - Live
- 1996 The Grätest Hitz
- 1997 Im Himmel Ist Die Hölle Los!
- 1998 Himbeerland
- 2000 Austropop In Tot-Weiss-Tot (als „Klaus Eberhartinger & Die Gruftgranaten“)
- 2000 Let's Hop To The Pop - Das Allerbeste Aber Feste
- 2003 Frauenluder
- 2004 The Very Best Of
- 2005 100 Jahre EAV …Ihr Habt Es So Gewollt!
- 2006 Platinum Kolläktschn
- 2006 100 Jahre EAV …Ihr Habt Es So Gewollt! (2nd Edition)

## DVD a videa
- 1989 Echte Helden (VHS)
- 1991 Live! (VHS)
- 1995 Kunst-Tour 95 - Live (VHS)
- 2000 Let's Hop To The Pop - Die Besten Videos Der EAV (VHS)
- 2004 Echte Helden Auf Kunst-Tour (DVD)
- 2006 100 Jahre EAV - Live! (DVD)

## Zlaté a platinové desky
- Spitalo Fatalo (Album)
  - Zlaté v Rakousku

- A la Carte (Album)
  - Zlaté v Rakousku

- Geld oder Leben! (Album)
  - pětinásobně platinové v Rakousku
  - platinové v Německu
  - zlaté ve Švýcarsku

- Küss die Hand, schöne Frau (Singl)
  - Zlaté v Rakousku

- Liebe, Tod & Teufel (Album)
  - šestinásobně platinové v Rakousku
  - platinové v německu
  - dvakrát platinové ve Švýcarsku

- Kann denn Schwachsinn Sünde sein…? (Album)
  - platinové v Rakousku
  - zlaté v německu

- Ding Dong (Single)
  - Zlaté v Rakousku

- Neppomuk's Rache (Album)
  - čtyřnásobně platinové v Rakousku
  - zlaté v Německu
  - zlaté ve Švýcarsku

- Watumba! (Album)
  - dvakrát platinové v Rakousku
  - zlaté v Německu

- Nie wieder Kunst (wie immer…) (Album)
  - dvakrát platinové v Rakousku

- The Grätest Hitz (Album)
  - Zlaté v Rakousku

- Im Himmel ist die Hölle los! (Album)
  - platinové v Rakousku

- Himbeerland (Album)
  - platinové v Rakousku

- Let's Hop to the Pop (Album)
  - Zlaté v Rakousku

- Frauenluder (Album)
  - Zlaté v Rakousku

- 100 Jahre EAV…Ihr habt es so gewollt!! (Album)
  - Zlaté v Rakousku

- 100 Jahre EAV - live! (DVD)
  - Zlaté v Rakousku

## Umístění v žebříčcích
Alba
Spitalo Fatalo
AT: 5 - 15.10.1983 - 10 týdnů
A la Carte
AT: 11 - 01.01.1985 - 14 týdnů
Geld oder Leben!
DE: 10 - 20.01.1986 - 60 týdnů
AT: 1 - 15.11.1985 - 78 týdnů
CH: 3 - 15.02.1987 - 15 týdnů
Liebe, Tod & Teufel
DE: 3 - 16.11.1987 - 53 týdnů
AT: 1 - 01.12.1987 - 38 týdnů
CH: 1 - 29.11.1987 - 34 týdnů
Kann denn Schwachsinn Sünde sein…?
DE: 13 - 14.11.1988 - 15 týdnů
AT: 2 - 15.11.1988 - 14 týdnů
CH: 15 - 27.11.1988 - 9 týdnů
Neppomuk's Rache
DE: 2 - 04.06.1990 - 41 týdnů
AT: 1 - 27.05.1990 - 28 týdnů
CH: 3 - 03.06.1990 - 23 týdnů
Watumba!
DE: 17 - 09.12.1991 - 25 týdnů
AT: 1 - 01.12.1991 - 22 týdnů
CH: 15 - 15.12.1991 - 7 týdnů
Nie wieder Kunst (wie immer…)
DE: 40 - 12.12.1994 - 12 týdnů
AT: 1 - 04.12.1994 - 25 týdnů
CH: 17 - 18.12.1994 - 10 týdnů
Kunst-Tour 95 - live
AT: 12 - 13.08.1995 - 9 týdnů
The Grätest Hitz
DE: 61 - 23.12.1996 - 7 týdnů
AT: 10 - 08.12.1996 - 16 týdnů
Im Himmel ist die Hölle los!
DE: 37 - 08.09.1997 - 6 týdnů
AT: 1 - 07.09.1997 - 19 týdnů
CH: 20 - 14.09.1997 - 7 týdnů
Himbeerland
DE: 55 - 15.02.1999 - 4 týdnů
AT: 2 - 01.11.1998 - 21 týdnů
CH: 30 - 31.01.1999 - 5 týdnů
Let's Hop to the Pop
DE: 67 - 20.11.2000 - 3 týdnů
AT: 9 - 19.11.2000 - 16 týdnů
Frauenluder
DE: 90 - 12.05.2003 - 1 týdnů
AT: 1 - 11.05.2003 - 18 týdnů
100 Jahre EAV…Ihr habt es so gewollt!!
DE: 40 - 20.06.2005 - 17 týdnů
AT: 4 - 20.06.2005 - 48 týdnů
CH: 78 - 19.06.2005 - 2 týdnů
Platinum Kolläktschn
AT: 41 - 20.06.2005 - 6 týdnů
Singles
Alpenrap
DE: 36 - 29.08.1983 - 10 týdnů
AT: 6 - 01.08.1983 - 12 týdnů
CH: 13 - 28.08.1983 - 2 týdnů
Afrika - ist der Massa gut bei Kassa
AT: 6 - 15.10.1983 - 12 týdnů
Go, Karli, Go
AT: 6 - 15.01.1985 - 12 týdnů
Ba-Ba-Banküberfall
DE: 7 - 06.01.1986 - 16 týdnů
AT: 4 - 15.12.1985 - 16 týdnů
Märchenprinz
DE: 16 - 21.04.1986 - 13 týdnů
AT: 1 - 15.03.1986 - 18 týdnů
Heiße Nächte (in Palermo)
DE: 16 - 07.07.1986 - 13 týdnů
AT: 3 - 01.07.1986 - 14 týdnů
Fata Morgana
DE: 27 - 26.01.1987 - 11 týdnů
AT: 11 - 15.11.1986 - 4 týdnů
Küss' die Hand, schöne Frau
DE: 2 - 09.11.1987 - 21 týdnů
AT: 1 - 15.11.1987 - 22 týdnů
CH: 2 - 29.11.1987 - 20 týdnů
An der Copacabana
DE: 11 - 29.02.1988 - 14 týdnů
AT: 2 - 15.03.1988 - 12 týdnů
CH: 8 - 13.03.1988 - 10 týdnů
Burli
DE: 41 - 06.06.1988 - 7 týdnů
AT: 24 - 15.06.1988 - 4 týdnů
Kann denn Schwachsinn Sünde sein…?
DE: 25 - 24.10.1988 - 12 týdnů
AT: 10 - 15.11.1988 - 8 týdnů
CH: 24 - 13.11.1988 - 5 týdnů
Ding Dong
DE: 7 - 23.04.1990 - 22 týdnů
AT: 1 - 15.04.1990 - 16 týdnů
CH: 4 - 29.04.1990 - 16 týdnů
Samurai
DE: 10 - 06.08.1990 - 20 týdnů
AT: 2 - 05.08.1990 - 13 týdnů
CH: 17 - 26.08.1990 - 6 .
Einer geht um die Welt
AT: 26 - 02.12.1990 - 3 týdnů
Jambo
DE: 30 - 04.11.1991 - 18 týdnů
AT: 6 - 27.10.1991 - 12 týdnů
CH: 26 - 26.01.1992 - 1 týdnů
Hip Hop
DE: 77 - 09.03.1992 - 5 týdnů
AT: 27 - 08.03.1992 - 5 týdnů
300 PS (Auto…)
AT: 5 - 13.11.1994 - 12 týdnů
Einmal möchte ich ein Böser sein
AT: 17 - 19.03.1995 - 8 týdnů
Schau wie's schneit…
AT: 17 - 20.07.1997 - 8 týdnů
Bongo Boy
AT: 32 - 07.12.1997 - 2 týdnů
Hasta la vista
AT: 35 - 17.01.1999 - 4 týdnů
3 weiße Tauben
DE: 31 - 25.10.1999 - 10 týdnů
God Bless America
AT: 24 - 04.07.2004 - 15 týdnů